# 阿爾巴內爾湖
51°05′N 73°05′W / 51.083°N 73.083°W
阿爾巴內爾湖是加拿大的湖泊，位於拉布拉多半島中部，由魁北克省負責管轄，長88公里、寬7公里，面積407平方公里，島嶼面積37平方公里，海拔高度389米。

## 外部連結
- Portrait de la réserve faunique des Lacs-Albanel-Mistassini-et-Waconichi